# Спортно училище „Георги Бенковски“ – Плевен
Историята на училището започва от 1968 година, когато на 16 септември със заповед на министъра на народната просвета е открито първото спортно училище в България. След сериозен подбор сред около 800 кандидати са избрани 120 ученици спортисти в четири дисциплини: лека атлетика, спортна гимнастика, баскетбол и волейбол.
За патрон се приема името на изтъкнатия наш революционер Георги Бенковски. Първият директор Николай Събев (от 1968 г. до 1987 г.) поставя основите на учебно-тренировъчната дейност, носител е на орден "Кирил и Методий" II степен.
През 1970 г. училището прераства в Средно спортно училище със седем вида спорт - лека атлетика, спортна гимнастика, баскетбол, волейбол, плуване, гребане, борба. След три години се увеличават с още три - вдигане на тежести, бокс и футбол.
Спортните успехи са дело на първите треньори: Борис Капустянов и Никола Богданов-лека атлетика, Христо Радков и Мая Герданова - баскетбол, Цветан Цанов и Марин Дачовски - волейбол. Цветан Дончев и Славка Томова - спортна гимнастика.
През 1973 година е направена първата копка на новата сграда, а през 1977 г. Спортно училище  "Георги Бенковски" приема своите ученици в новия си дом.
През 2005 година се създава нова традиция произнасяне на Клетва на спортиста от новоприетите ученици по време на отбелязването на патронния празник в с. Рибарица. През същата година се приема и Кодекс на спортиста. На 17 май отбелязваме Деня на спорта. Традиция става церемонията за награждаване на 10-те най-добри спортисти на годината. Училището всяка година издава вестник "Дванадесетокласник".
От учебната 2011-2012 г. стартира професионално обучение за придобиване на професионална квалификация Помощник-треньор. Учебно-тренировъчният процес се провежда от висококвалифицирани учители по
общообразователните предмети и по вид спорт.
Славата се дължи на възпитаниците на училището, доказани имена в спорта: Георги Дъков-лека атлетика, Мончо Маринов-лека атлетика, Цветан Антов - баскетбол, Полина Цекова - баскетбол. Христо Стоянов - волейбол, Венелин Венков - борба, Хрисимир Димитров- баскетбол, Анелия Братованова - тенис на маса, Мартин Братанов - тенис на маса футболистите Ивайло Петков, Мариус Уруков и Лъчезар Танев-легенда на родния футбол, Дарин Великов и Бойко Пангаров - баскетбол.
В летописната история на училището остават постиженията на носителите на световни и европейски отличия.
- Марин Атанасов, Даниел Янков, Николай Чернаев, Ценко Маринов, Сергей Попов, Пламен Тодоров, Георги Тумпалов, Христо Авгелов - борба:
- Марияна Костова, Виолета Антонова, Силвия Стайкова - волейбол.
Валентин Тодоров и Георги Петриков - вдигане на тежести:
Ирена Дунева, Нина Дудева, Жана Михайлова, Венцислав Генов, Стефан Николов, Марин Маринов, Николай Николов-спортна акробатика;
Светлана Исаева, Георги Дъков, Цветомир Маринов, Евгени Пеев-лека атлетика;
Николай Маринов, Христо Христов, Станислав Ленков - бокс, както и Александър Владимиров - европейски шампион по бокс и носител на бронзов медал от световно първенство и световен шампион за професионалисти;
Калинка Кирилова, Валя Конова, Петя Велкова, Юрий Георгиев-гребане и др.
Гордост на първото спортно училище в България са Тереза Маринова - олимпийска, световна и европейска шампионка на троен скок. Гълъбин Боевски-олимпийски, световен и европейски шампион по вдигане на тежести, Ивет Горанова - олимпийска, световна и европейска шампионка по карате и лекоатлетът Тихомир Иванов - десети на Олимпиадата в Рио.
Днес голяма част от възпитаниците на училището работят като учители по вид спорт. Това са личности, доказали се на елитни състезания, минали по пътеката на състезатели, шампиони, а сега показват стъпките в спорта на младите надежди.
-
Завършилите първото спортно училище се реализират в различни области от живота - в медицината, военното дело, органите на реда, правото, образованието. Сред тях има юристи, политици, журналисти.